# Защитное снаряжение для американского футбола
Защитное снаряжение для американского футбола («футбольное обмундирование») состоит из надеваемого игроками снаряжения для защиты тела во время футбольных матчей. Основное снаряжение надевается практически всеми игроками в американский футбол и включает в себя: шлем, каркас, перчатки, ботинки, защиту для бедер и наколенники. Защита шеи, налокотники, каппы, защита для почек и копчика, защита для ребер, а также другое снаряжение может надеваться совместно с вышеназванным базисным оборудованием. Защитное снаряжение делается из синтетических материалов: поролона, эластичного и долговечного, ударопрочного, формованного пластика. Состав защитного снаряжения для американского футбола остается неизменным на протяжении десятков лет, за исключением некоторых незначительных изменений в дизайне и применяемых материалах. Распределение и техническое состояние обмундирования лежит в пределах ведения командного менеджера по снаряжению.

## Шлем
Профессиональный футбольный шлем состоит из нескольких частей: скорлупы, защиты нижней челюсти и вспененной подложки, маски, подбородочного ремня и каппы.